# Théodore Pein
Pour les articles homonymes, voir Pein (homonymie).
Louis Auguste Théodore Pein militaire français, né à Châlons-sur-Marne le 13 mai 1810 - mort à Villenauxe 13 janvier 1892.

## Biographie
Fils de Théodore Pein, juge de Paix et de sa deuxième épouse Ange Marie-Didier Guerey. Après des études au collége de Châlons, il embarque au Havre en 1827 comme mousse sur le "Chon-Qua" vers la Chine et Macao. De retour en 1828, il embarque en 1830 sur la "Marie-Thérèse " à Toulon et assiste au siège d'Alger. Engagé volontaire le premier février 1832 à Bar-le-Duc au 19e régiment d'infanterie légère avec lequel il prend part au siège d'Anvers. il a progressivement gravi les échelons de la hiérarchie militaire pour devenir officier.

### Officier dans l'armée d'Afrique
C'est avec le grade de capitaine qu'il arrive en Algérie en 1840 pour participer à la colonisation puis aux opérations militaires dans le sud, à la suite de la reprise des combats en 1839 par les troupes de l'émir Abd El-Kader.
Officier l'Armée d'Afrique, il se fait remarquer par ses faits d'armes. En 1849, il vient à bout de l'insurrection conduite par le Cheikh Mohamed Benchabira à Bou-Saâda. La cité abdique le 25 novembre 1849, après l'emploi de l'artillerie par les troupes françaises.
Par la suite, Théodore Pein se comporte en bâtisseur et contribue au développement de la ville ; il est même qualifié de « créateur de Bou-Saâda ». Il a notamment été à l'initiative de la plantation d'une peupleraie ; la place centrale de la ville a longtemps porté son nom.
Il reste un combattant efficace. Le 4 décembre 1852, il participe à la prise de Laghouat aux côtés notamment des futurs généraux Margueritte et du Barail. Cet épisode est particulièrement sanglant, car une partie du fort abrite une population civile. Pein écrira : « Le carnage fut affreux ; les habitations, les tentes des étrangers dressées sur les places, les rues, les cours furent jonchées de cadavres. ». En 1853, il réprime la révolte des Ouled Toaba près de Messaad.
Ses faits d'armes lui valent une promotion continue dans l'armée : il est nommé chef de bataillon en 1849, lieutenant-colonel en 1855 et enfin colonel en 1859. Blessé plusieurs fois, cité à l'ordre de l'armée, il est élevé au grade de commandeur de l'ordre de la Légion d'honneur le 27 août 1860. Il retourne en métropole en 1863. Pendant vingt-trois années de service dans l'armée d'Afrique, tout comme de nombreux autres militaires de l'époque tels le général Margueritte, il se familiarise avec les langues arabe et kabyle.

### La guerre de 1870
Il prend sa retraite en 1863, à la veille d'être nommé général, à la suite d'un « dissentiment avec une haute personnalité militaire ». En 1870, il reprend du service et reçoit le commandement du fort de la Couronne du Nord à Saint-Denis, d'où il supporte le bombardement prussien. Après son retour à la vie civile, il écrit quelques ouvrages mineurs sur la chose militaire. Ses volumineuses mémoires Lettres familières sur l'Algérie, un petit royaume arabe valent cependant d'être citées pour l'éclairage direct qu'elles permettent d'apporter sur les opérations militaires françaises conjointes à la conquête de l'Algérie.
Il épouse à Toulouse Mélanie Esquerré, le 23 septembre 1878. Ils sont parents du futur colonel Louis Auguste Théodore Pein.

### Ouvrages personnels
- Théodore Pein, Réveil de la mobile, lettre familière, J.-L. Le Roy, Châlons-sur-Marne, 1871, 28 p.
- Théodore Pein, Armée française. À quelque chose malheur est bon, J.-L. Le Roy, Châlons-sur-Marne, 1871, 51 p.
- Théodore Pein, Lettres familières sur l'Algérie, un petit royaume arabe, C. Tanera, Paris, 1871, 483 p.Déjà publié dans le Journal de la Marne(15.01.1892).
- Théodore Pein, Essai sur l'hygiène des champs de bataille, G.-B. Baillière, Paris, 1873, 79 p.
- Théodore Pein, Lettres familières sur l'Algérie, un petit royaume arabe, A. Jourdan, Alger, 2e éd., 1893, 519 p.

### Sur Théodore Pein et l'histoire de Bou-Saâda
- Pierre Fontaine, Bou-Saada, Porte du désert, Dervy, Paris, 1952, 124 p.
- Youssef Nacib, Cultures oasiennes : essai d'histoire sociale de l'oasis de Bou-Saâda, Publisud, Paris, 1986, 505 p.  (ISBN 2-86600-260-1)